# Steven de Jongh

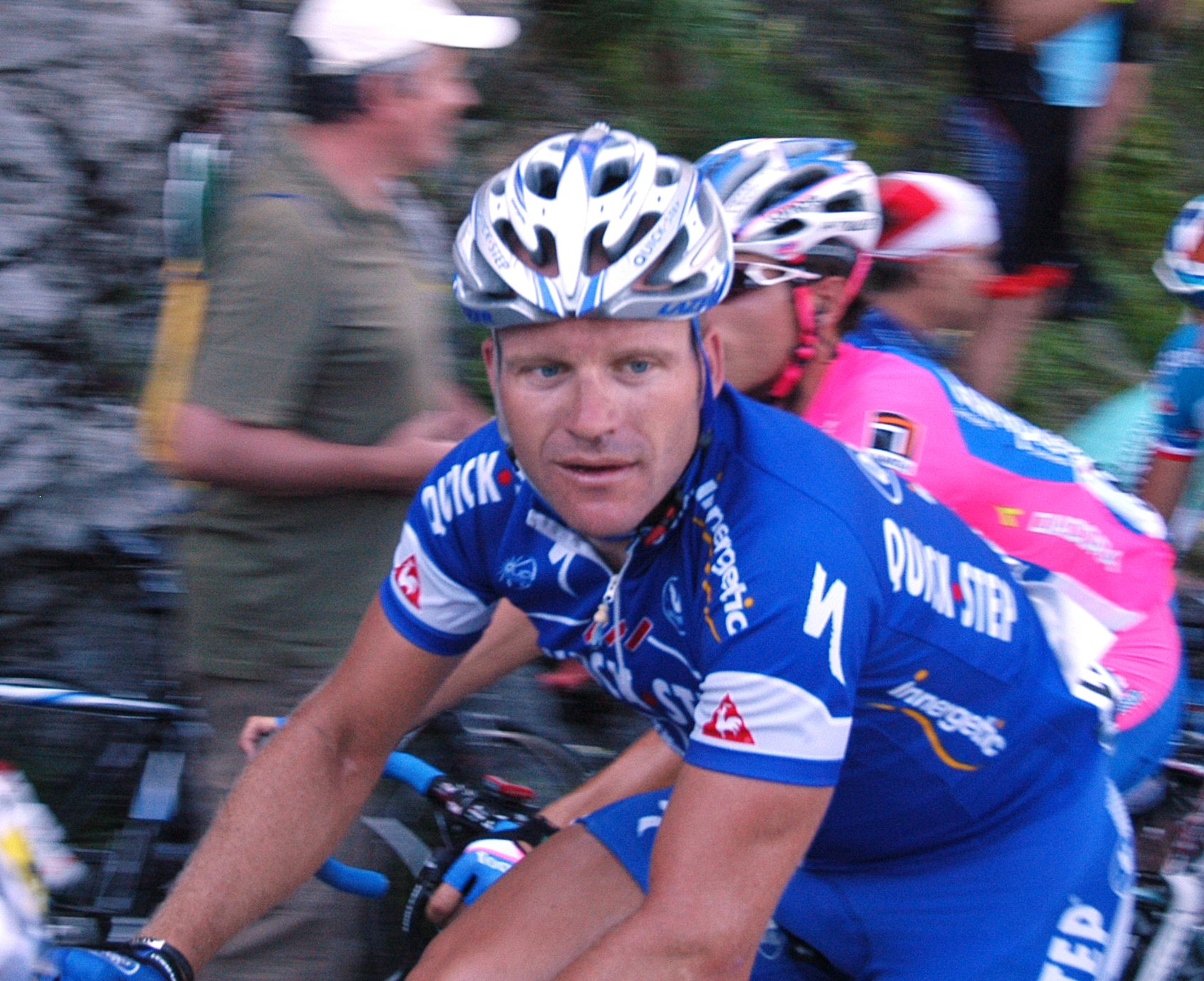
Steven de Jongh al Tour de França de 2007

Steven de Jongh (Alkmaar, 25 de novembre de 1973) és un ciclista neerlandès, que fou professional entre 1996 i 2009. Conegut per les seves condicions d'esprínter, va guanyar dues edicions de la semiclàssica Veenendaal-Veenendaal en dues ocasions, el 2000 i 2001, així com la Kuurne-Brussel·les-Kuurne el 2004 i 2008 i ek Gran Premi E3 el 2003. En acabar-se la temporada del 2009 va posar punt final a la seva carrera professional, amb una darrera victòria, el Kampioenschap van Vlaanderen. El 2010 passà a desenvolupar tasques de director esportiu dins el Team Sky.

## Palmarès
- 1994
  - 1r a la Ronde van Zuid-Holland
  - Vencedor d'una etapa del Tour du Poitou-Charentes et de la Vienne
  - Vencedor d'una etapa de l'Olympia's Tour
  - Vencedor d'una etapa de la Commonwealth Bank Classic
- 1995
  -  Campió dels Països Baixos sub-23 en ruta
  - 1r al Gran Premi de Waregem
  - 1r al PWZ Zuidenveld Tour
  - Vencedor de 3 etapes de la Volta a Àustria
  - Vencedor d'una etapa de la Volta a Polònia
- 1997
  - Vencedor d'una etapa de la Volta a Burgos
  - Vencedor d'una etapa del Tour de l'Avenir
  - Vencedor d'una etapa de la Boland Bank Tour
- 1998
  - 1r a la Volta a Suècia i vencedor d'una etapa
  - Vencedor d'una etapa de l'Étoile de Bessèges
- 1999
  - Vencedor d'una etapa de la Tirrena-Adriàtica
  - Vencedor d'una etapa de la Volta a Castella i Lleó
  - Vencedor d'una etapa del Giro de la Província de Lucca
- 2000
  - 1r al Nationale Sluitingsprijs
  - 1r a la Veenendaal-Veenendaal
  - 1r a la Schaal Sels
- 2001
  - 1r a la Veenendaal-Veenendaal
- 2002
  - 1r a la Schaal Sels
  - 1r a la Rund um den Flughafen Köln-Bonn
  - Vencedor de 2 etapes de la Volta a Suècia
  - Vencedor d'una etapa de la Volta als Països Baixos
- 2003
  - 1r a la Schaal Sels
  - 1r al Gran Premi E3
  - Vencedor d'una etapa dels Tres dies de La Panne
- 2004
  - 1r a la Kuurne-Brussel·les-Kuurne
- 2005
  - 1r a la Nokere Koerse
- 2006
  - 1r a la Delta Profronde
  - Vencedor d'una etapa dels Tres dies de La Panne
- 2007
  - 1r al Gran Premi Briek Schotte
  - 1r a l'Omloop van het Houtland
  - 1r a l'Omloop van de Vlaamse Scheldeboorden
- 2008
  - 1r a la Kuurne-Brussel·les-Kuurne
  - 1r al Tour de Rijke
- 2009
  - 1r al Kampioenschap van Vlaanderen

### Palmarès al Tour de França
- 1998. Abandona (19a etapa)
- 2001. Abandona (7a etapa)
- 2006. Abandona (16a etapa)
- 2007. 123è de la classificació general
- 2008. 125è de la classificació general
- 2009. 153è de la classificació general

### Palmarès al Giro d'Itàlia
- 2000. 126è de la classificació general
- 2002. 98è de la classificació general
- 2005. Abandona (13a etapa)

### Resultats a la Volta a Espanya
- 2003. 146è de la classificació general